# دون إدواردز
دون إدواردز (بالإنجليزية: Don Edwards)‏ هو محامي وضابط وسياسي أمريكي، ولد في 6 يناير 1915 في الولايات المتحدة، وتوفي بنفس المكان في 1 أكتوبر 2015. حزبياً، نشط في الحزب الديمقراطي والحزب الجمهوري. في انتخابات مجلس النواب الأمريكي 1990 ‏، انتخب عضو مجلس النواب الأمريكي عن دائرة California's 10th congressional district ‏ وقد انضم خلال فترته النيابية ‏ (3 يناير 1991 – 3 يناير 1993)  للكتلة البرلمانية الحزب الديمقراطي وفي انتخابات مجلس النواب الأمريكي 1992 ‏، انتخب عضو مجلس النواب الأمريكي عن دائرة California's 16th congressional district ‏ وقد انضم خلال فترته النيابية ‏ (5 يناير 1993 – 3 يناير 1995)  للكتلة البرلمانية الحزب الديمقراطي وانتخب عضو مجلس النواب الأمريكي.